# Karmann

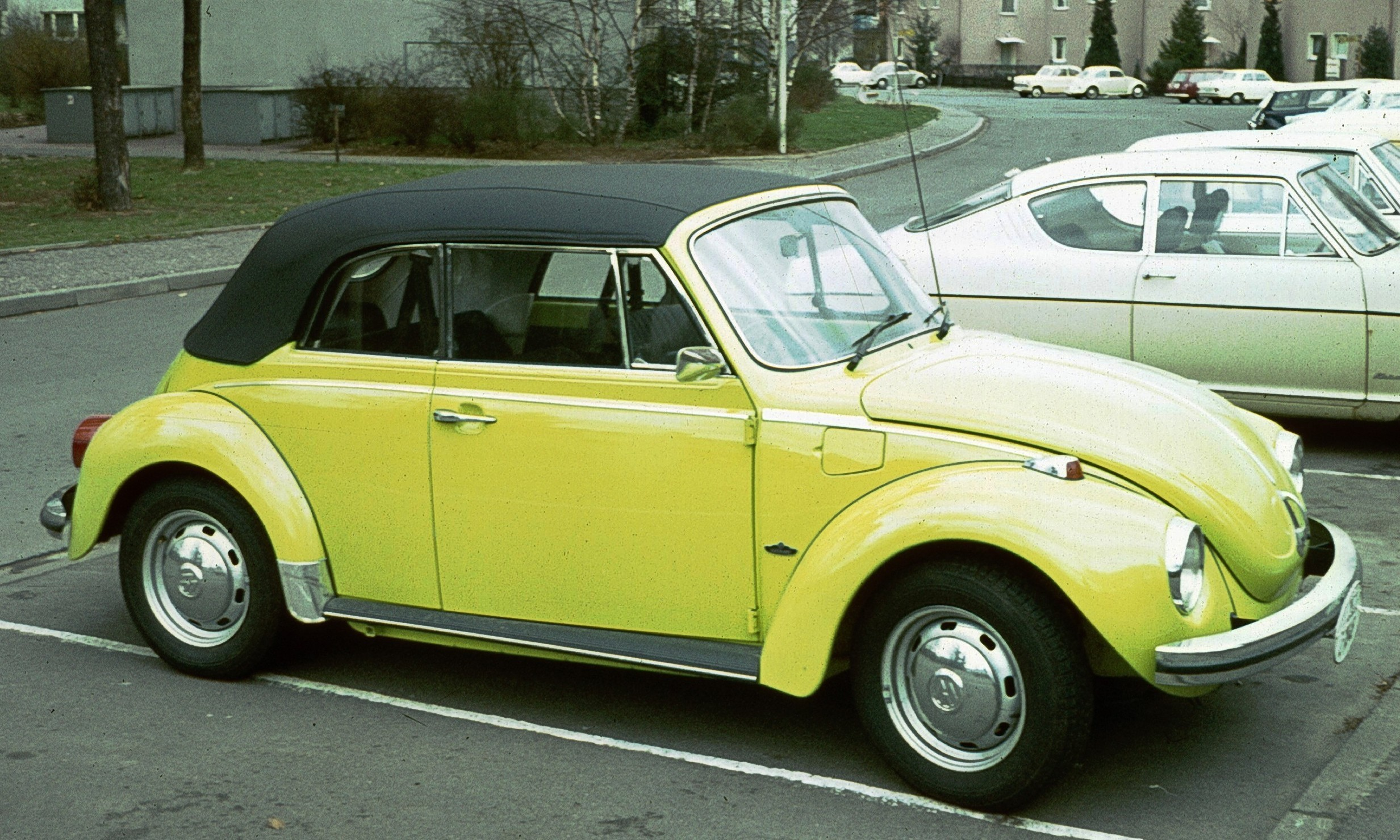
VW Kever cabriolet

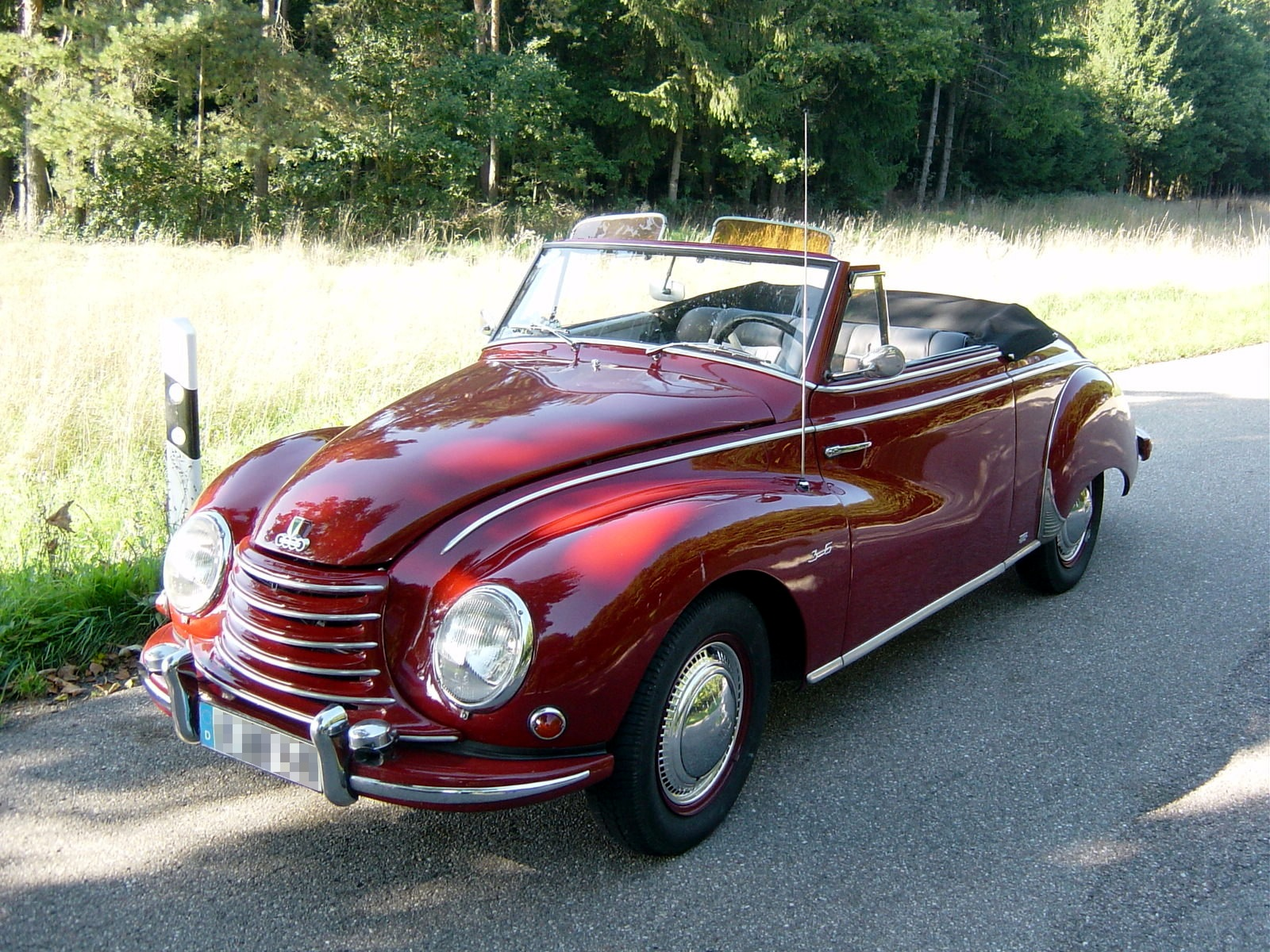
DKW F89 cabriolet

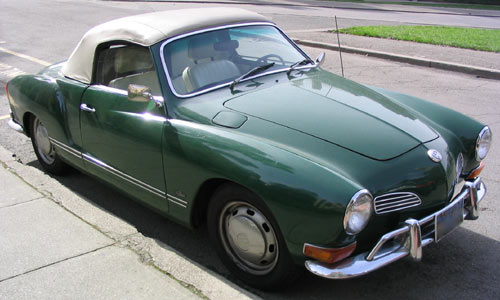
Karmann Ghia Typ 14 cabriolet

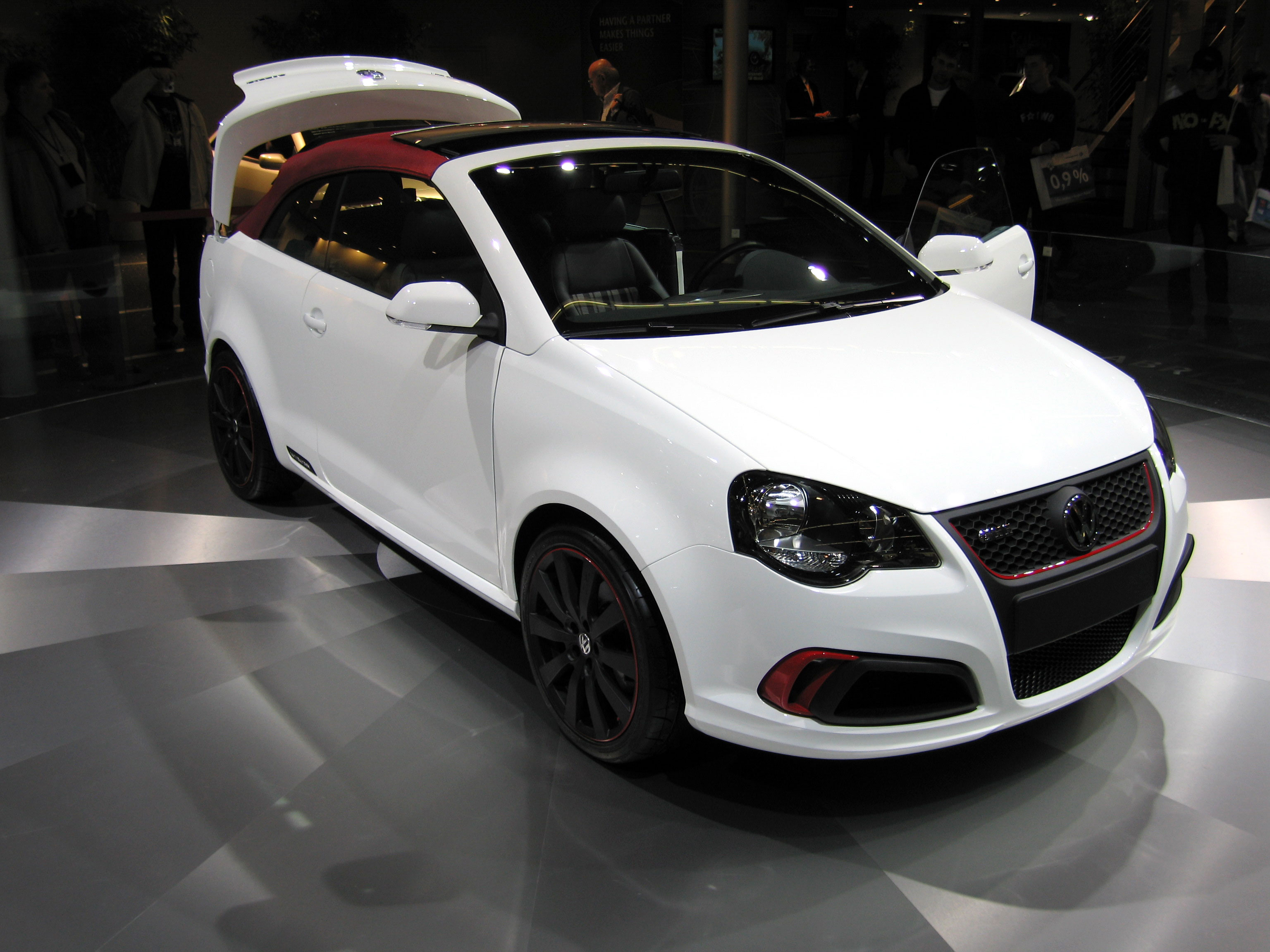
VW Polo cabriolet

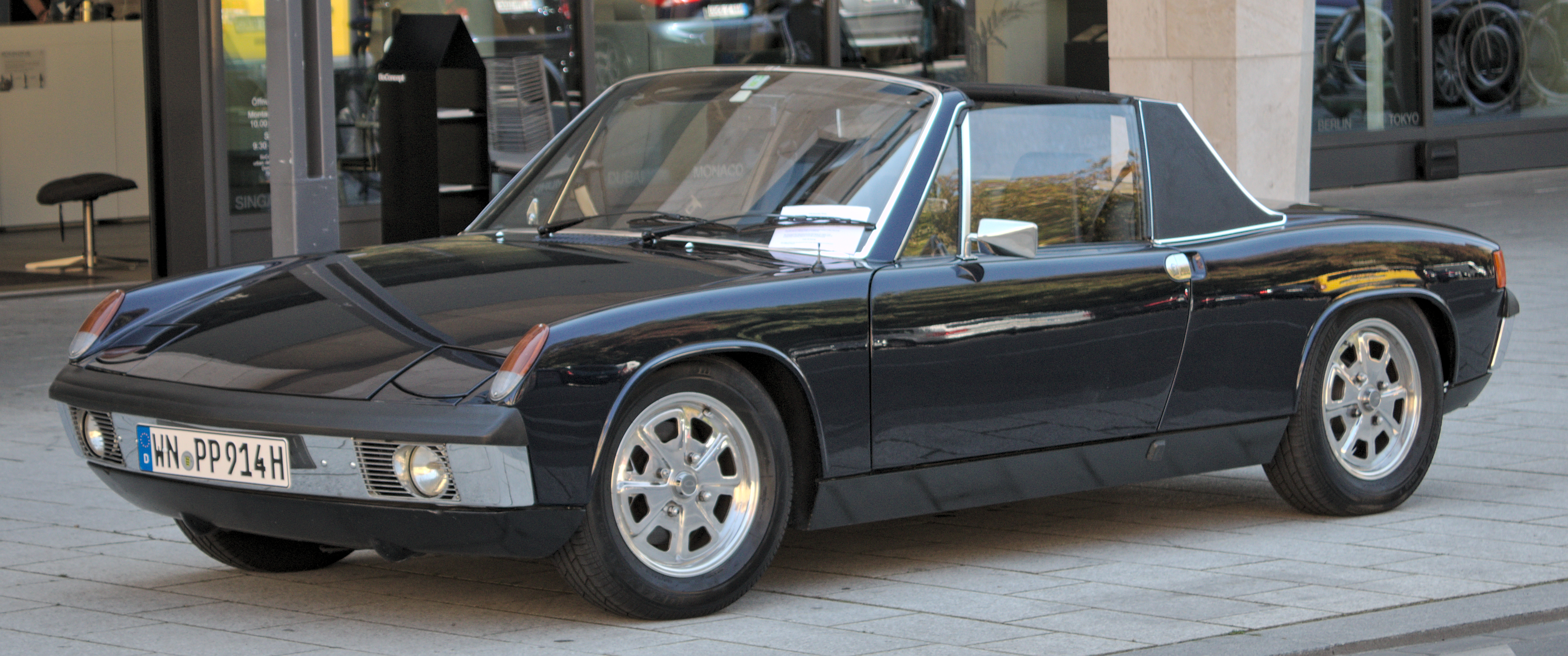
VW-Porsche 914

Karmann was een Duitse carrosseriebouwer gevestigd in Osnabrück. Het bedrijf is vooral bekend geworden door de Karmann Ghia, een tweedeurs sportwagen op de bodemplaat van de Volkswagen Kever. Het had in 2008 circa 8.000 werknemers in dienst, waarvan 3.400 in Duitsland. In april 2009 vroeg het bedrijf surseance van betaling aan. Eind 2009 nam Volkswagen de hoofdvestiging in Osnabrück over en bracht deze onder in Volkswagen Osnabrück GmbH.

## Geschiedenis
Karmann werd in 1901 opgericht door Wilhelm Karmann (1871-1952) die hiertoe de koetsenmakerij Klases uit 1874 overnam. In 1902 bouwde Karmann zijn eerste autocarrosserie op een chassis van de Dürkopp fabriek in Bielefeld. Vervolgens werden voor de meeste autofabrikanten uit de begintijd van de automobielindustrie (zoals Adler, Buick, FN, Hansa en Opel) carrosserieën gebouwd. Na een bezoek aan Detroit in 1924 begon Karmann met de massaproductie van carrosserieën met behulp van de lopende band. De bouw van houten frames werd vervangen door stalen bodys, gevolgd door geperste stalen carrosserieën in het midden van de jaren dertig. Verschillende carrosserieontwerpen uit deze periode werden gemaakt door de architect Walter Gropius.
In 1932 had Karmann 150 mensen in dienst. Voor het begin van de Tweede Wereldoorlog was dat opgelopen naar 900 personen, die samen 65 carrosserieën per dag samenstelden. Tijdens de oorlog werd de fabriek vernietigd door bombardementen van de geallieerden.
Na de oorlog werden de fabrieken weer opgebouwd. Karmann werd nu door Volkswagen ingeschakeld voor de productie van een vierpersoons cabrioletversie van de Volkswagen Kever. In totaal zouden hiervan 331.847 exemplaren worden gebouwd. In 1951 vroeg Volkswagen aan Karmann een stijlvolle en elegante auto te ontwikkelen die het image van Volkswagen wat zou opvijzelen. Karmann schakelde hiervoor het Italiaanse ontwerpbureau Ghia in. Het prototype van de Karmann Ghia werd op 16 november 1953 aan Volkswagen-directeur Heinrich Nordhoff gepresenteerd, en begin 1955 aan het grote publiek. Het model was een groot succes, en in november 1957 volgde een cabrioletversie. In 1960 opende Karmann speciaal voor de productie van de Karmann Ghia-modellen een fabriek in de Braziliaanse stad São Bernardo do Campo.
Karmann assembleerde voor Volkswagen verder de Volkswagen Scirocco, en bouwde de Volkswagen Corrado. Ook bouwde Karmann de nieuwe Volkswagen cabriolet, nu op basis van de Volkswagen Golf. Daarnaast werden cabriolets of dakconstructies gebouwd voor Audi, Chrysler, Mercedes-Benz, en Renault. Voorts bouwde Karmann delen van de carrosserieën van het Nederlandse Spyker. In 2007 kwam een bericht naar buiten dat de Nederlandse sportwagenbouwer zijn rekeningen niet zou betalen. Begin 2009 werd de samenwerking beëindigd.
Mede door de financiële crisis liep de omzet van Karmann sterk terug. In oktober 2008 werd besloten de productie van complete auto's te staken, en voortaan alleen nog dakconstructies te bouwen en te ontwikkelen. De productie voor Audi van de Audi A4-cabriolet werd in februari 2009 beëindigd, en omdat in mei 2009 ook een contract met Mercedes Benz voor de CLK-cabriolet afliep, was een herstructurering noodzakelijk. Karmann kon de kosten van een sociaal plan echter niet meer betalen en vroeg, conform de Duitse wetgeving op dit gebied, surseance van betaling aan op 7 april 2009. Op 23 juni 2009 rolde om 11:35 uur de laatste auto van de lopende band; een zwarte Mercedes CLK-cabriolet.
Begin 2009 had Karmann vestigingen in Duitsland (Osnabrück en Rheine), de Verenigde Staten (Plymouth Township), Mexico (Puebla) en Portugal (productie van auto- en vliegtuigstoelen). Het bedrijf heeft vestigingen gehad in Brazilië (verkocht in 2008) en het Verenigd Koninkrijk (Sunderland). De vestiging in Rheine zou worden gesloten.
Op 20 november 2009 kondigde Volkswagen aan de vestiging in Osnabrück over te nemen. Hier zouden vanaf maart 2011 weer voertuigen worden geproduceerd. De Karmann-vestigingen in de Verenigde Staten en Mexico zijn verkocht aan Webasto. De afdelingen metaal, ontwikkeling, en dakconstructies zouden worden verzelfstandigd.

## Bekende modellen
- Volkswagen Kever Cabriolet (1949)
- DKW Meisterklasse Cabriolet (1950)
- Karmann Ghia (1955)
- Porsche 356B hardtop (1961)
- BMW 2000 Coupé (1965)
- Triumph TR 6 (1969)
- Volkswagen Porsche 914 ( 1969 - 1976 )
- Golf Cabrio (1979)
- Ford Escort Cabrio (1981)
- Volkswagen Corrado (1988)
- Audi 80 Cabrio (1995)
- Volkswagen Golf Variant (1995)
- Golf cabriolet (1982-1993)
- Chrysler Crossfire (2003-2005)
- Volkswagen Scirocco I (1974–1981)
- Volkswagen Scirocco II (1981–1992)
- Bmw 6 serie e24 type 1 (1976-1982)
- Renault 19 Cabriolet (1991-1997)

## AMC Javelin
Vanaf januari 1969 assembleerde Karmann in Rheine voor AMC de Javelin. In juli 1970 werd deze activiteit beëindigd; er waren toen 281 stuks geassembleerd.